# Christian Blangstrup
Johan Christian Blangstrup (29. oktober 1857 i Nykøbing Falster – 30. april 1926 i København) var en dansk forfatter og redaktør, kaptajn og ridder af Dannebrog.
Chr. Blangstrup var søn af justitsråd og stiftslandinspektør Christian Blangstrup og hustru Augusta f. Thaning, blev student i Nykøbing F. 1875, sekondløjtnant 1878, premierløjtnant 1881 og kaptajn 1895. Han tog afsked fra Hæren 1902.
Han var redaktør af Berlingske Tidende 1902-12 og chefredaktør af den første udgave af Salmonsens Konversationsleksikon (1891–1902) samt de første 20 bind af anden udgave (påbegyndt 1915). Blangstrup har blandt andet skrevet den vidt anerkendte Christian VII og Caroline Mathilde (1890 3. oplag) blandt andre historiske studier, fx Struensee og Begivenhederne i Norden i Efteraaret 1788.
Han var gift med Cate f. Thaning, f. 14. september på Sønder Elkær, datter af inspektør Thaning.
Han er begravet på Garnisons Kirkegård, men gravstedet blev nedlagt i 1972.